# 川越市立泉小学校
川越市立泉小学校（かわごえしりつ いずみしょうがっこう）は、埼玉県川越市にある公立小学校である。

## 概要
名前の由来は校舎内に泉があったことに由来する。現在は埋め立てられているものの、その泉の跡の石碑が西校舎近くの花壇に存在する。
1989年に竣工した、東校舎と体育館・講堂を結ぶ連絡通路（泉大橋）の校舎側の入口には、この学校の歴史に関する資料が保存されている。
中学校は川越市立野田中学校または川越市立富士見中学校。
2016年4月時点での児童数は480人。

## 沿革
- 1875年7月 - 今成の安楽寺を使用して、今成小学校と称する。
- 1876年4月 - 小室の法心寺に移る。小室小学校と称する。
- 1889年4月 - 町村制改正、田面沢村となり、田面沢小学校と改称する。
- 1900年11月 -　敷地を大字小室字鎌ノ口に選定する。
- 1901年11月 - 田面沢小学校の建築工事が行われたで学校が落成する。
- 1918年4月 - 高等科が併設される。
- 1928年11月 - 西校舎が増築される。
- 1939年12月 - 川越市に合併されて、川越第四尋常高等小学校と改称する。
- 1941年3月 - 川越第五尋常小学校と改称する。
  - 4月 - 国民学校と改称する。
- 1947年4月 - 川越第五小学校と改称する。
- 1954年8月 - 東校舎が新築されて、旧校舎が撤去される。
- 1960年4月 - 川越市立泉小学校と改称する。
- 1964年12月 - 校歌が制定される。
- 1966年7月 - 国体記念でプール完成する。
- 1975年9月 - 体育館兼講堂が落成される。
- 1989年3月 - 連絡通路（泉大橋）が完成する。
- 1994年11月 - 開校120周年記念式典挙行[2]

## 校区
- 上野田町
- 田町（一部）
- 野田町1丁目
- 野田町2丁目
- 東田町（一部）
- 今成4丁目
- 小ヶ谷町
- 小室町[3]

## 年間行事
- 4月 - 始業式、入学式、1年交通安全教室、1年生を迎える会、各学年保護者会、離任式、避難訓練、就学児健康診断、全校遠足
- 5月 - 新体力テスト、家庭環境調査、プール開き
- 6月 - 小中連絡会（富士見中・野田中）、学校公開日、6年バスケットボール大会（対中央小）、校内硬筆展、各学年保護者会、4年交通安全教室、JRC登録式、交歓給食
- 7月 - 学校保健委員会、終業式、5年林間学校、個人面談、小中連絡会（野田中）、水泳指導
- 8月 - 水泳指導、親子除草
- 9月 - 始業式、避難訓練（引き渡し）、運動会
- 10月 - 1・2年生生活科見学、3・4・5年生社会科見学、修学旅行（日光）、市民陸上大会
- 11月 - 校内音楽会、5年サッカー大会、市民音楽会、泉っ子まつり、各学年保護者会
- 12月 - 開校記念日、持久走大会、通学班下校、6年生租税教室、餅つき大会、終業式
- 1月 - 始業式、校内書き初め展、授業公開日
- 2月 - 3年博物館見学、ありがとう集会、避難訓練、3年クラブ見学、各学年保護者会、入学説明会、薬物乱用防止教室、
- 3月 - 6年生を送る会、小中連絡会、6年奉仕作業、卒業式、修了式[4]

## 教育目標
- かしこく　ゆたかに　たくましく[5]

## 校歌
- 作曲 - 原伸二
- 作詞 - 野原正作[6]

## 周囲
- 川越水上公園
- JR東日本川越線西川越駅
- 川越西郵便局